# Caldeira de Taburiente
La caldeira de Taburiente, en espagnol caldera de Taburiente, est une caldeira d'Espagne située dans les îles Canaries, sur l'île de La Palma. Elle constitue les restes d'un stratovolcan effondré. Ouverte vers l'océan Atlantique en direction du sud-ouest via une vallée encaissée, elle est partiellement incluse dans un parc national. L'un des rebords de la caldeira, le Roque de los Muchachos, constitue le point culminant de La Palma avec 2 428 mètres d'altitude.

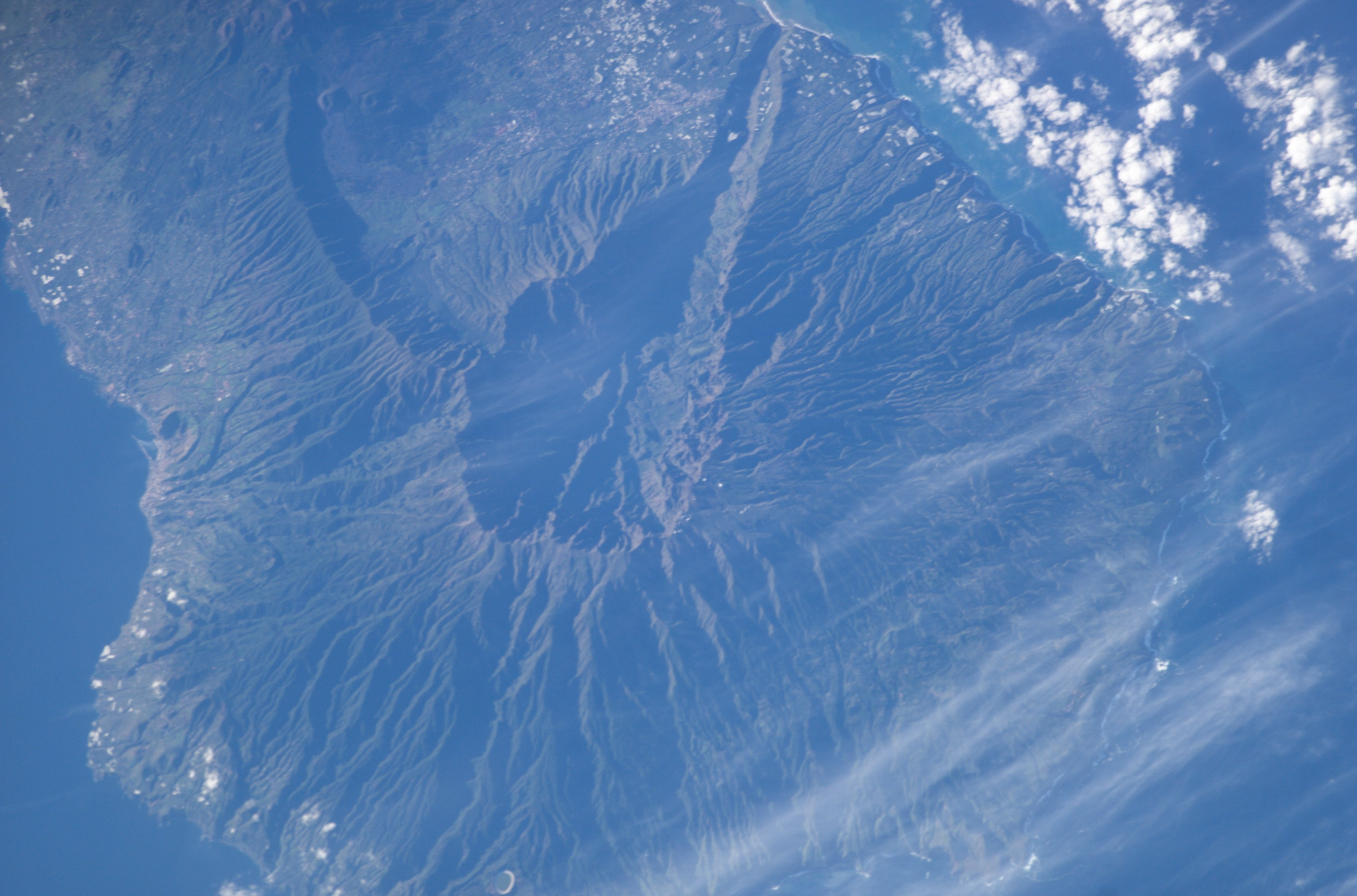
Image satellite de la caldeira de Taburiente.